# Lübstorf
Lübstorf ist eine Gemeinde im Landkreis Nordwestmecklenburg in Mecklenburg-Vorpommern (Deutschland). Sie wird vom Amt Lützow-Lübstorf mit Sitz in der Gemeinde Lützow verwaltet. Die Gemeinde war bis zum 31. Dezember 2004 Verwaltungssitz des Amtes Lübstorf/Alt Meteln.

## Geografie
Die am Westufer des Schweriner Sees (Außensee) gelegene Gemeinde ist nur etwa zehn Kilometer von der Innenstadt Schwerins entfernt. Der See erreicht in Höhe Lübstorf mit 5000 m seine größte Breite, die Inseln Horst und Rethberg gehören zum Gemeindegebiet. Die Endmoräne, die sich am Westufer des Schweriner Sees hinzieht, wird im Westen vom Tal des Aubaches begrenzt. Die Gemeinde hat einen Anteil am Landschaftsschutzgebiet Trebbow–Rugensee.
Umgeben wird Lübstorf von den Nachbargemeinden Zickhusen und Bad Kleinen im Norden, Hohen Viecheln im Nordosten (Seegrenze), Dobin am See im Osten (Seegrenze), Leezen und Schwerin im Südosten (Seegrenze), Seehof im Süden, Klein Trebbow im Südwesten sowie Alt Meteln im Nordwesten.

## Gemeindegliederung
Zu Lübstorf gehören die Ortsteile Neu Lübstorf, Rugensee und Wiligrad.

## Bevölkerung
| Jahr | Einwohner |
| ---- | --------- |
| 1990 | 1148      |
| 1995 | 1488      |
| 2000 | 1576      |
| 2005 | 1570      |
| 2010 | 1475      |
| 2015 | 1446      |

| Jahr | Einwohner |
| ---- | --------- |
| 2020 | 1458      |
| 2021 | 1463      |
| 2022 | 1486      |
| 2023 | 1496      |

Stand: 31. Dezember des jeweiligen Jahres

## Religion
14 % der Einwohner von Lübstorf sind evangelisch, 4 % katholisch. Für die Protestanten ist die Evangelisch-Lutherische Kirchengemeinde Alt Meteln – Cramon – Groß Trebbow der Evangelisch-Lutherischen Kirche in Norddeutschland zuständig, deren nächste Kirchen sich in Alt Meteln, Groß Trebbow, Kirch Stück und Zickhusen befinden. Die Katholiken sind der Pfarrei St. Anna (Schwerin) im Erzbistum Hamburg zugeordnet.

## Politik

### Gemeindevertretung
Die Gemeindevertretung von Lübstorf besteht aus zehn Mitgliedern. Die Kommunalwahl am 9. Juni 2024 führte bei einer Wahlbeteiligung von 80,2 % zu folgendem Ergebnis:
| Partei / Wählergruppe            | Stimmenanteil 2019 | Sitze 2019 |  | Stimmenanteil 2024 | Sitze 2024 |
| -------------------------------- | ------------------ | ---------- |  | ------------------ | ---------- |
| CDU                              | 53,1 %             | 6          |  | 62,9 %             | 6          |
| AfD                              | –                  | –          |  | 12,7 %             | 1          |
| Einzelbewerber Sandro Rietentiet | .                  | 1          |  | 12,4 %             | 1          |
| Einzelbewerber Peter Möller      | .                  | 1          |  | 06,8 %             | 1          |
| Einzelbewerber Alf Bestek        | –                  | –          |  | 03,0 %             | 1          |
| FDP                              | –                  | –          |  | 02,2 %             | –          |
| Die Linke                        | 13,1 %             | 1          |  | –                  | –          |
| Einzelbewerberin Birgit Grunert  | .                  | 1          |  | –                  | –          |
| Insgesamt                        | 100 %              | 10         |  | 100 %              | 10         |

### Bürgermeister
- seit 2009: Michael Gräning (CDU)

Bei der Bürgermeisterwahl am 26. Mai 2019 wurde Gräning ohne Gegenkandidat mit 75,9 % der gültigen Stimmen wiedergewählt. Am 9. Juni 2024 wurde er wiederum ohne Gegenkandidat mit 81,6 % der gültigen Stimmen in seinem Amt bestätigt. Seine Amtszeit beträgt fünf Jahre.

### Dienstsiegel
Die Gemeinde verfügt über kein amtlich genehmigtes Hoheitszeichen, weder Wappen noch Flagge. Als Dienstsiegel wird das kleine Landessiegel mit dem Wappenbild des Landesteils Mecklenburg geführt. Es zeigt einen hersehenden Stierkopf mit abgerissenem Halsfell und Krone und der Umschrift „GEMEINDE LÜBSTORF • LANDKREIS NORDWESTMECKLENBURG“.

## Sehenswürdigkeiten

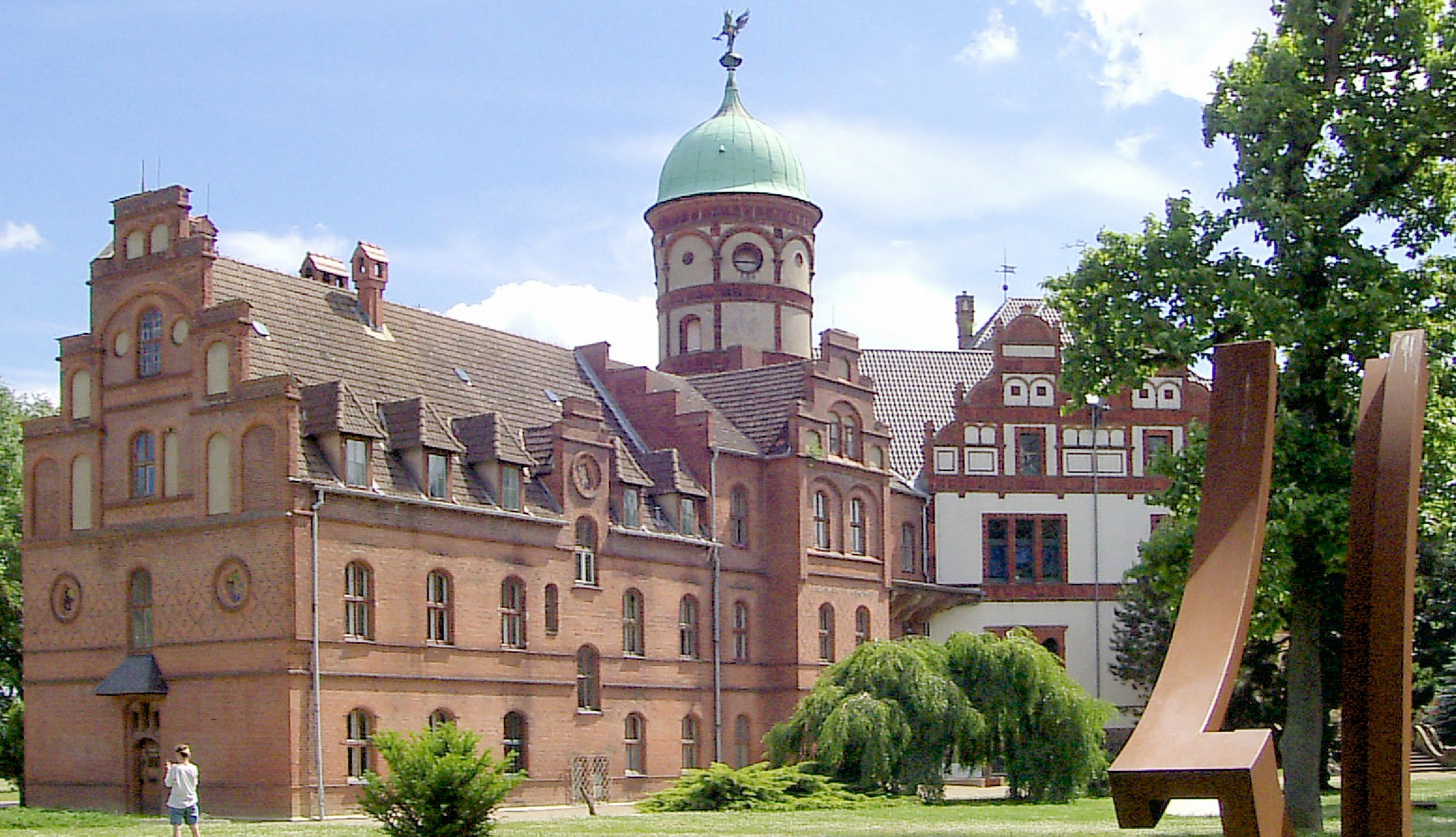
Schloss Wiligrad

- Schloss Wiligrad, von 1896 bis 1898 im Auftrag des Herzogs Johann Albrecht zu Mecklenburg errichtet.[10] Heute werden die Räumlichkeiten vom Landesamt für Bodendenkmalpflege Mecklenburg-Vorpommern und von einem ortsansässigen Kunstverein genutzt.

- Empfangsgebäude des Bahnhofs Lübstorf, 1897 eigens für den Herzog von Mecklenburg errichtet, diente ihm als Empfangshalle für seine Gäste, mit denen er per Kutsche in das wenige Kilometer entfernte Schloss Wiligrad fuhr[11][12]
- Im Norden der Parkanlagen des Schlosses Wiligrad schließt sich ein Ruheforst, der sich in die Wegeanlagen des Ortes integriert, an.

## Wirtschaft und Infrastruktur
Lübstorf bietet mit einer Schule, einer Kindertagesstätte, Apotheke, Arztpraxis und Hotel sowie diversen Einkaufsmöglichkeiten Infrastruktur für die Gemeinde und das Umland. 1994 wurde in Lübstorf eine Fachklinik für psychosomatische Erkrankungen und Abhängigkeitserkrankungen errichtet.

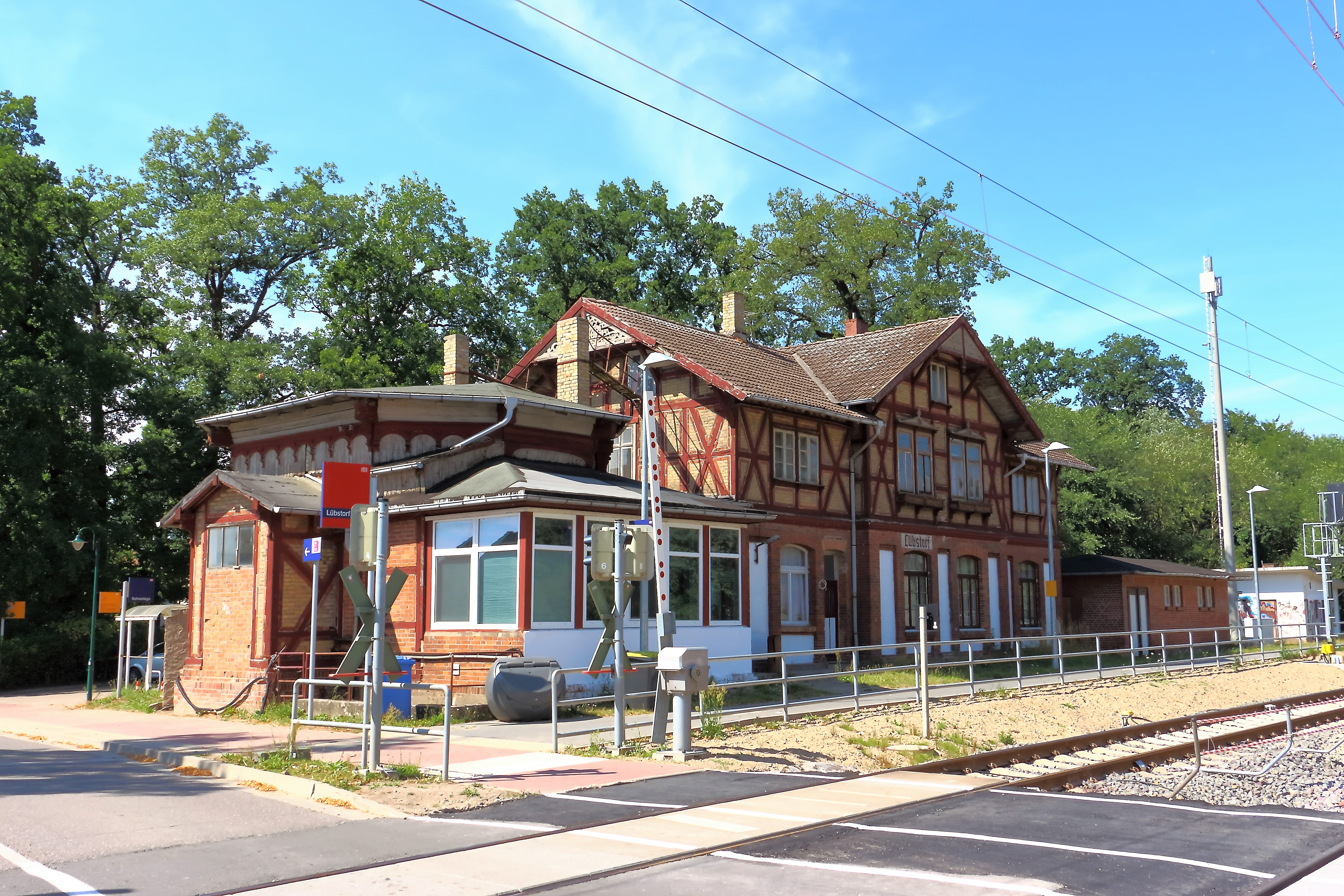
Bahnhof Lübstorf

## Verkehr
Die Gemeinde Lübstorf liegt an der Bundesstraße 106 von Schwerin nach Wismar und hat einen Bahnhof an der Bahnstrecke Ludwigslust–Wismar. Die Anschlussstellen zu den Autobahnen A 20 (Wismar-Mitte) und A 14 (Schwerin-Nord) sind 16 bzw. 11 Kilometer entfernt.

## Persönlichkeiten
- Eberhard Otto (1948–2023), Unternehmer und Politiker (FDP), in Neu Lübstorf geboren